# Флорес, Дилан
Дилан Армандо Флорес Ноулес (исп. Dylan Armando Flores Knowles; 30 мая 1993, Сан-Хосе, Коста-Рика) — коста-риканский футболист, полузащитник клуба «Картахинес».

## Клубная карьера
Флорес начал карьеру в клубе «Депортиво Саприсса». 12 января 2014 года в матче против «Перес-Селедон» он дебютировал в чемпионате Коста-Рики. Летом того же года для получения игровой практики Дилан на правах аренды перешёл в «Уругвай де Коронадо». 7 сентября в матче против «Лимона» он дебютировал за новый клуб. 8 февраля 2015 года в поединке против «Пума Генераленья» Флорес забил свой первый гол за «Уругвай де Коронадо». После окончания аренды он вернулся в «Депортиво Саприсса». 25 октября в поединке против «Перес-Селедон» Дилан забил свой первый гол за клуб.
Летом 2016 года Флорес перешёл в португальский клуб «Тондела». 13 августа в матче против столичной «Бенфики» он дебютировал в Сангриш лиге.
Летом 2017 года в поисках игровой практики Флорес вернулся на родину, присоединившись к «Картахинес». 18 сентября в матче против «Алахуэленсе» он дебютировал за новую команду. В этом же поединке Дилан забил свой первый гол за «Картахинес».

## Международная карьера
В 2009 году в составе юношеской сборной Коста-Рики Флорес принял участие в юношеском чемпионате мира в Нигерии. На турнире он сыграл в матчах против команд Новой Зеландии,  и Буркина-Фасо. В 2011 году в составе олимпийской сборной Флорес принял участие в Панамериканских играх  в Гвадалахаре. На турнире он сыграл в матчах против команд Кубы, Аргентины, Бразилии и Мексики.
В 2013 году в составе молодёжной сборной Коста-Рики Флорес принял участие в молодёжном чемпионате КОНКАКАФ в Мексике. На турнире он сыграл в матчах против сборных Гаити, США и Кубы.